# Agrigan
Agrigan (též Agrihan, 965 m n. m.) je ostrov vulkanického původu nacházející se v souostroví Severní Mariany v západním Pacifiku. Rozloha ostrova je 44,05 km². Nejvyšší vrchol ostrova je zároveň nejvyšším bodem celého souostroví.
V roce 1990 kvůli nárůstu indicií o blížící se sopečné erupci bylo zdejší obyvatelstvo evakuováno, avšak žádná erupce nenastala. Následný pokus o znovuosídlení ostrova neskončil úspěšně, v roce 2005 zde žilo pouze 9 obyvatel.
Ostrov je masivní stratovulkán, jehož základna je v hloubce 4 000 m. Jeho vrchol je zakončen kalderou s rozměry 1 × 2 km a stěnami vysokými až 500 m. Poslední erupce se zde odehrála v roce 1917. Jejími pozůstatky jsou depozity tufů na jihovýchodním pobřeží.